# Windsor (Maine)
Windsor – miasto w Stanach Zjednoczonych, w stanie Maine, w hrabstwie Kennebec.